# Charles Guéret
Pour les articles homonymes, voir Guéret (homonymie).
Charles Guéret, né le 2 avril 1885 à Béziers (Hérault), mort le 16 juillet 1932, est un poète et écrivain français.

## Biographie
Né le 2 avril 1885 à Béziers. Aimé Charles Guéret est l'ainé d'une fratrie de trois enfants.  Sa sœur, Marie  Jeanne Guéret (1886-1953), épouse l'administrateur en chef des colonies Auguste Liurette. Le benjamin Louis Joseph Emmanuel Guéret (1894-1913) mort prématurément est noté comme "romancier" sur le monument funéraire familial au cimetière de Béziers. Après des études de médecine à Montpellier, il obtient son diplôme en 1909 et se marie la même année avec Marie Rose Reboul, et légitime en même temps les trois enfants qu'il a eu avec elle : Maurice Denis (1905-1981), Georges Louis (1908-1928), lui aussi mort prématurément, et Andrée Marie Antoinette (1909-1990). Après son service militaire, il part vivre à Paris jusqu'au début de la Première Guerre mondiale, où il collabore à divers journaux, dont Comœdia et L'illustration. Médecin aide-major de deuxième classe en 1913 avant d'être mobilisé le 2 août 1914 et incorporé au  104e régiment d'infanterie. Il fut prisonnier à son poste de secours. Il dut remettre son révolver à l'ennemi. Revenu d'Allemagne, il est nommé médecin aide-major de première classe, dirige plusieurs formations sanitaires à Carcassonne, à l'hôpital militaire de Bône (Algérie) en mars 1917, et en Tunisie. Atteint du paludisme et de troubles hépatiques chroniques, il est démobilisé en janvier 1918. Il s'installe alors à Sète, ville natale de sa femme, et ouvre un cabinet médical, route de Montpellier, tout en poursuivant ses études ; il se spécialise dans les maladies hépatiques. Il fut aussi président du Rugby club de Sète et président de la ligue d'athlétisme du Languedoc. À partir de 1929, son état de santé ne cesse de se dégrader jusqu'à sa mort à Vichy le 16 juillet 1932. Un long article lui est consacré dans la revue Midi-littoral en date du 23 juillet 1932,.
Il est enterré dans le cimetière communal d'Ispagnac en Lozère.
Son fils cadet Georges a servi de modèle pour le personnage d'Alexandre Motier dans le premier roman de Roger Peyrefitte, Les Amitiés particulières. Il s'est inspiré de Georges qu'il a connu au collège de Saint Benoit d'Ardouane, dans l'Hérault,.

### Œuvre et activité littéraire
Charles Guéret commence sa carrière littéraire dès 1906 avec deux pièces en vers Les heures fleuries et À la belle étoile. Il publie régulièrement ses poèmes dans des revues comme Les annales politiques et littéraires ou Comœdia et fut de son temps connu et apprécié du milieu littéraire, de nombreux articles de presse lui sont consacrés. Le 7 juin 1910 ainsi que l'année suivante, il participe au salon des poètes qui a lieu au Grand Palais. Il fut même secrétaire général du cercle artistique du théâtre d'Astrée à Paris dès le mois d'août 1911, président d'honneur de la fédération des sociétés artistiques et théâtrales de l'Hérault et collaborateur littéraire de la revue Septimanie.
En 1910, il publie Les deux triomphes, un prologue de la tragédie lyrique en trois actes en vers Héliogabale sur un livret d'Émile Sicard et une musique du compositeur Déodat de Séverac créé au théâtre des Arènes modernes de Béziers le 21 août 1910. Guéret dit à propos de son poème : «J'ai voulu dans ce poème opposer synthétiquement au rouge couchant romain, l'aube blanche et sereine du christianisme, au triomphe païen le triomphe chrétien ». Frédéric Mistral en fit l'éloge, « A Charles Guéret mon admiration pour son poème les deux triomphes , beau comme une inscription romaine gravée en lettres de bronze sur l'arc de Constantin le grand ».
En 1912, on annonce dans divers quotidiens, la création d'un magazine littéraire, théâtral, artistique et scientifique sous la direction de Charles Guéret. Mais ce projet ne semble pas avoir eu de concrétisation réelle. Plus qu'un simple auteur, il prend une part active à la vie littéraire de son temps et fut même inscrit dans l'annuaire général des lettres au côté de Colette ou de la comtesse de Noailles. Il était en relation avec Charles Ponsonailhe et Maurice Barrès.
Charles Guéret disposait dans ce qu'il appelait "sa tour d'ivoire" d'une véritable imprimerie et a tenu à sortir lui-même ses œuvres sur vélin d'Arches en petits tirages numérotés destinés à sa famille et ses amis.

## Liste des œuvres

### Théâtre
- À la belle étoile, imprimerie de la manufacture de la charité, 1906 , crée au grand théâtre de       Montpellier le 8 février 1909[10] et repris au Théâtre Femina a Paris le 29 mars 1911 ;

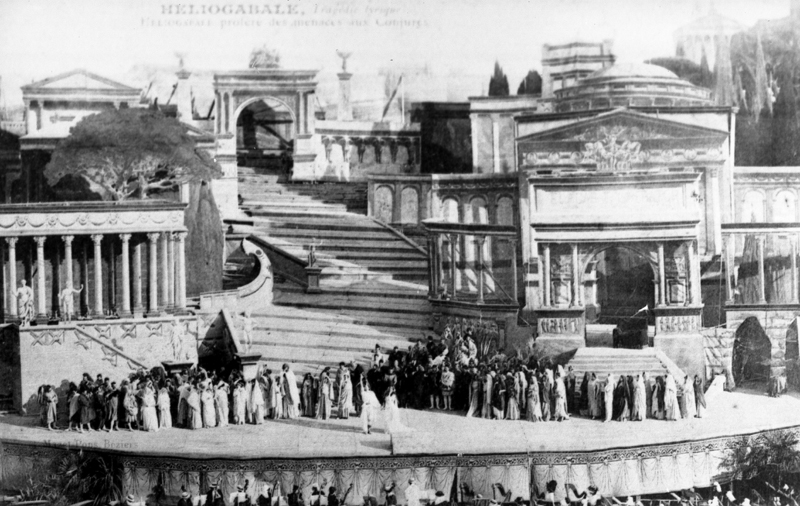
Opéra Héliogabale.

- Les deux triomphes, Albert Messein, 1910.Prologue d' Héliogabale (tragédie lyrique) sur un livret d' Emile Sicard , sur une musique de Déodat de Séverac. La première représentation eut lieu aux Arènes modernes de Béziers , le 21 août 1910 .Opéra Héliogabale. ;
- L'auberge sur la route, 1906. La première représentation eut lieu au Théâtre sous bois à Marnes-la-Coquette le 10 septembre 1911 ;
- Par amour, 1911. Pièce en deux actes ;
- La neige, 1911. Pièce en un acte ;
- Féru, 1911. Pièce en un acte ;
- L'hymne au vin, 1925. Sur une musique de Paul Le Flem, la première représentation eut lieu dans les arènes modernes de Béziers en 1927 ;

### Poésie
- Les heures fleuries, 1901-1903, éditions de la manufacture de la charité, 1906[11] ;
- Les deux triomphes, éditions Albert Messein, 1910[12] Reprise lors de l'inauguration du théâtre de plein air de Montauban le 25 novembre 1925[13] ;
- Le buisson ardent, 1907-1910 publié en 1911
- Ardemment, Poèmes de Guerre et d'Amour, 1917
- À Béziers, éditions Firmin et Montane, 1922, ode dite au théâtre des arênes de Béziers le 20 août 1922, par Mlle Rouer, de l'Odéon[14] ;
- À Molière, éditions Firmin et Montane, 1922 ;
- Les poèmes, 1929[15] ;
- Ecoute.